# Sinocalon pilosulum
Sinocalon pilosulum är en skalbaggsart som beskrevs av Pierre Lesne 1906. Sinocalon pilosulum ingår i släktet Sinocalon och familjen kapuschongbaggar. Inga underarter finns listade i Catalogue of Life.